# Suzy McKee Charnas

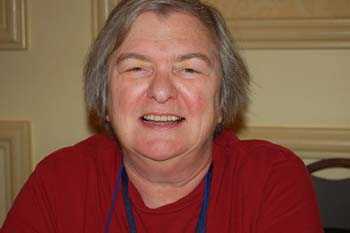
Suzy McKee Charnas

Suzy McKee Charnas (New York, 22 oktober 1939 – New Mexico, 2 januari 2023) was een Amerikaans sciencefiction- en fantasyschrijfster.
Haar beide ouders waren commercieel kunstenaar en zij werd ook als zodanig opgeleid. Ze schreef en tekende haar eerste stripverhaal toen ze zes jaar was. Tijdens een training met het Peace Corps in Nigeria leerde ze veel wat, volgens haar zeggen, in het Amerikaanse onderwijs wordt ontkend of verdraaid.
In 1980 won ze de Nebula Award voor de beste novelle met Unicorn Tapestry. In 1990 kreeg ze de Hugo Award voor haar kort verhaal Boobs. In 1994 won ze de Mythopoeic Award voor kinderboeken met The Kingdom of Kevin Malone.
Tijdens de World Science Fiction Convention van 2003 werd ze voor haar feministisch epos The Holdfast Chronicles opgenomen in de Gaylactic Spectrum Hall of Fame. Deze prijs wordt toegekend voor werk dat homoseksuele thema's op een positieve manier behandelt in SF, fantasy en horror.
Charnas woonde in New Mexico. Ze stierf op 2 januari 2023 op 83-jarige leeftijd.